# きみづか葵
きみづか 葵（きみづか あおい、12月17日 - ）は日本のイラストレーター、漫画家。主に美少女ゲーム、アダルトゲームの原画・キャラクターデザインを担当している。京都府出身、東京都板橋区在住。
1993年より個人サークル「A.O.I PROJECT」としてコミックマーケットに参加。翌1994年より神戸市内のゲーム会社にてゲームクリエーターとして活動。その後、1997年から東京都にて漫画家・イラストレーターとして活動開始。

## 作品リスト

### 美少女ゲーム
- Campus 〜桜の舞う中で〜（Ather）ISBN 4-91611-527-9
  - Screen 〜スクリーン〜（プレイステーション版、KID）
- 好きだよっ!（Ather）ISBN 4-87763-081-3
  - ぬくもりの中で（プレイステーション版、プリンセスソフト）
- Love Songs アイドルがクラスメ〜ト（ディースリー・パブリッシャー/ヒューネックス）
- 硝子の館 〜キミがいない夜〜（Liddell）
- ハ〜トフル・デイズ 〜陽のあたる場所へ〜（ヒロインメーカー）
- Lost Passage（DEEPBLUE）
- 3LDK♥（DEEPBLUE）ISBN 4-86133-018-1
- DEEPBLUEファンディスク 〜11人の胸キュンLOVE!〜（DEEP BLUE）
- Piaキャロットへようこそ!!G.O. 〜グランド・オープン〜（カクテル・ソフト）
- ぴあきゃろG.O. TOYBOX 〜サマーフェア〜（カクテル・ソフト）
- ぴあきゃろG.O. TOYBOX2 〜スプリングフェア〜（カクテル・ソフト）
- ぴあ雀（カクテル・ソフト）
- 許嫁（プリンセスソフト）
- ね〜PON?×らいPON!（Navel/Lime）
- デュアル・エム-空の記憶 -（AbelSOFTWARE）
- AngelGuard（Athena）
- ひとなつの（ハイクオソフト）
- Berry's（Sphere）
- 乙女騎士♥いますぐ私を抱きしめて（ensemble SWEET）- 服飾デザイン

### その他
成人向け漫画
- Kiss of life（コアマガジン、1999年3月17日初版発行）ISBN 4-87734-250-8
- KISS OF LIFE many again（コアマガジン〈ホットミルクコミックス 247〉、2007年10月24日初版発行）ISBN 978-4-86252-241-2
  - 上記の新装版で、前半はカラー画集になっている。

イラスト集
- クリエイティブシリーズ10 Mallow(メロウ) きみづか葵 Campus原画集（彩文館出版、1999年9月1日初版第1刷発行）ISBN 4-916115-27-9
- メガキューブカラーイラストコレクション（コアマガジン、2002年6月10日初版第一刷発行）ISBN 4-87734-549-3
- FRI-FRI [フリ-フリ] きみづか葵イラスト集（Softgarage、2005年8月30日第1刷発行）ISBN 4-86133-056-4
  - 1999年から2004年までの美少女イラストが収録されている。

小説イラスト
- テールエンド（津久田重吾、スーパーダッシュ文庫）
- ハーフ・ボイルド・ディテクティブ（狩岡源、アークライト)
- お嫁な生徒会長 (わかつきひかる、美少女文庫)
- 小悪魔どもが俺の部屋を溜まり場にしている (むらさきゆきや、一迅社文庫)
- 戦女神の異界決戦 (糸緒思惟、一迅社文庫)
- ハーレムオブファンタジー（上原りょう、美少女文庫）
- 完全無欠のダメ姉ハーレム ねえ、ちゃんと面倒みなさい!（上原りょう、美少女文庫）
- ダンジョン魔王と100人の処女嫁（箕崎准、美少女文庫）

玩具、トレーディングカードゲーム
- アクエリアンエイジ（ブロッコリー、イラスト）
- Lyceeトレーディングカードゲーム（Silver Blitz/ブロッコリー、イラスト）
- デュエルメイドシリーズ（アトリエ彩、箱絵）